# Теогнід

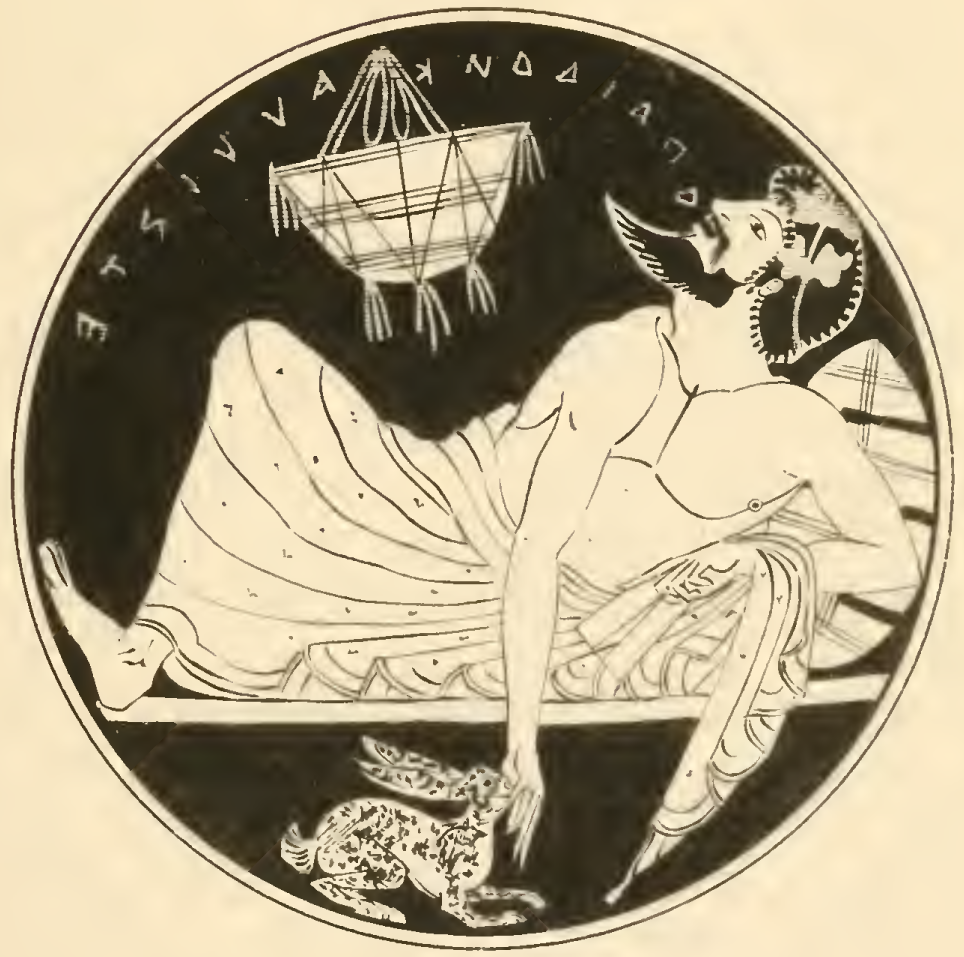

Теогні́д, або Феогні́д (грец. Θέογνις) — давньогрецький лірик з міста Мегари (кінець VI століття до н. е.), аристократ, непримиренний учасник політичної боротьби, вигнаний переможним демосом за межі рідного міста.

## Життя і творчість поета
Життя і творчість поета-аристократа родом із Мегар Феогніда нерозривно пов'язані з гострою політичною боротьбою, що розгорнулася між аристократами і народною партією. Після перемоги демосу поет змушений був емігрувати і решту життя провів у блуканнях по інших містах Еллади. Маєток і землі у Феогніда конфіскували, що викликало його ненависть до народу, яку він проніс через усе життя.
Феогнід залишив досить велику кількість елегійних творів, до нас дійшло близько 1400 рядків. Значна їхня частина присвячена питанням соціально-політичної боротьби. Поет поділяє людей на «хороших» («добрих», «шляхетних», «благородних»), тобто аристократів, наділених усіма чеснотами, і «поганих» («злидарів», «злих», «низьких»), до яких він відносить представників демосу, наділяючи їх виключно негативними рисами.
Спостерігаючи зростання сили грошей, Феогнід скаржиться на те, що віднині «благородні» перестали цуратися «низьких» людей, якщо в них є гроші, і навіть одружуються з ними. Для поета це найвища ганьба. Найстрашнішим нещастям для благородної людини Феогнід вважає зубожіння воно «гірше, як старість важка, гірш, як пропасниця зла», бо бідна людина вже не має ваги в суспільстві, ні на що не спроможна. Подібно до Солона поет радить у жодному разі не здобувати багатства ганебним, нечесним шляхом, а завжди дотримуватися золотої середини.
Основною темою віршів було пояснення моральних принципів аристократії та критика демократичних порядків, що стала причиною його заслання. У його віршах жагуче виражені ненависть і презирство до «черні», що чергуються з похмурим розпачем поета, який втрачає віру в успіх своєї справи. Держава бачиться йому в образі корабля, що гине під час бурі. З пристрасністю віршів Теогніда гармоніює їх мова, що вражає своєю яскравістю і силою. Під іменем Теогніда збереглися дві книги «Елегій», але вважається, що його авторству належить лише частина тексту.

## Вислови
- Леву і тому не завжди пригощатися доводиться м'ясом. Хоч який сильний, і його може спіткати нестаток.
- Є неможливі речі. Про них ніколи і не думай. Те, що зробити не можна, зробити не зможеш повік.
- Найкраще в людині — то розум, а недоумство людське справді найгірше за все.

## Публікація творів українською
- Теогнід. Елегії вигнанця / З давньогрецької переклав Андрій Содомора. — Львів : Піраміда, 2012. — 109 с. — (Приватна колекція). — ISBN 978-966-441-281-7.